# Michel Rabagliati
Michel Rabagliati   (Montreal, 1961) és un autor de còmic quebequès. És reconegut pel personatge Paul, clarament autobiogràfic. Els seus llibres es caracteritzen per la línia clara i el blanc i negre en el dibuix, i uns arguments marcats per la quotidianitat, l'humor i la tendresa.
Michel Rabagliati va créixer llegint i copiant els dibuixos dels còmics franco-belgues, com Spirou i Tintin. Va estudiar disseny gràfic i durant vint anys va treballar com a dissenyador gràfic i il·lustrador comercial. No va ser fins als 38 anys que Rabagliati va recuperar la passió pels còmics i va començar a publicar la sèrie de Paul, en la que recorda, en diferents volums, els fets que més han marcat la seva vida.
El 2015 es va estrenar la versió cinematogràfica de Paul à Quebec, de la qual és coguionista.

## Premis
- 2001: Premi Harvey al millor nou talent per Paul en el campo
- 2010: Fauve Fnac SNCF - Premi del Públic del Festival del Còmic d'Angulema per Paul en Québec

## Obres
Traduccions al castellà
- Paul va a trabajar este verano, Fulgencio Pimentel, 2006 (ISBN 978-84-936081-9-4) - Adolescència del personatge: creixement personal
- Paul en el campo y otras historias, Fulgencio Pimentel, 2008 (ISBN 9788493608118) - Recull d'històries curtes
- Paul se muda, Astiberri, 2011 (ISBN 9788492769537) - Joventut: enamorament, independència personal
- Paul va de pesca, Astiberri, 2012 (ISBN 9788415163459) - Edat adulta: conflictes de família durant les vacances
- Paul en Quebec, Astiberri, 2013 (ISBN 9788415163954) - Edat adulta: malaltia del pare
- Paul en los scouts, Astiberri, 2014 (ISBN 9788415685463) - Infantesa: campaments i amistat
- Paul en el norte, Astiberri, 2016 (ISBN 9788416251551) - Adolescència, estiu del 1976
- Paul en casa, Astiberri, 2024 (ISBN 9788410332386) - Edat adulta: separació, relació amb la mare.